# Grenzbrigade 1

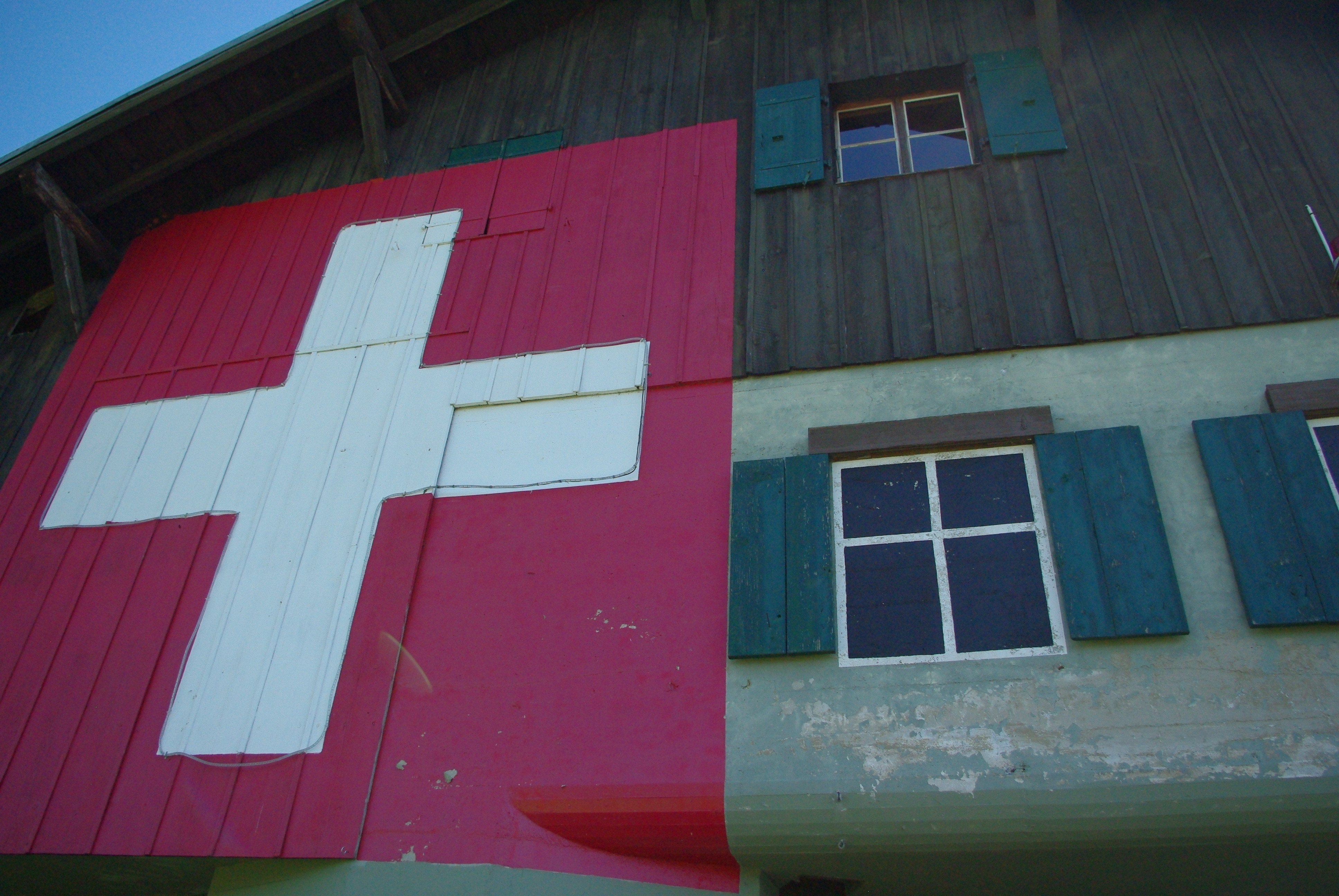
Artilleriewerk Pré-Giroud

Die Grenzbrigade 1 (Gz Br 1) (französisch brigade frontière 1) war eine von elf Grenzbrigaden der Schweizer Armee. Sie war dem 1. Armeekorps (seit 1961 Feldarmeekorps 1, FAK 1) unterstellt und bestand von 1938 bis 1994 (Armee 95).

## Geschichte

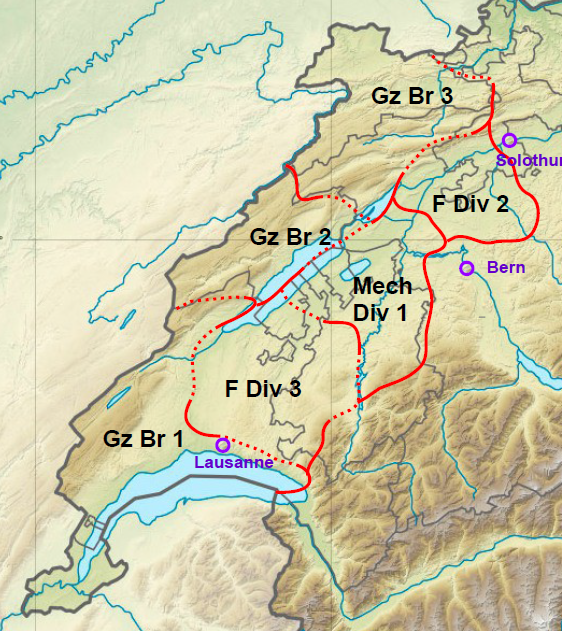
Grenzbrigade 1 im Grunddispositiv von 1992

Die Grenztruppen wurden in Übereinstimmung mit dem Haager Abkommen mit der Truppenordnung 1938 (TO 38) neu organisiert und 11 Grenzbrigaden (Gz Br) geschaffen. Neben den Grenzfüsilierbataillonen verfügten sie über eine Kompanie Radfahrer, motorisierte Mitrailleure und Infanteriekanoniere.
Damit die Grenzverteidigung (Grenzbesetzung) trotz der rasanten Weiterentwicklung der Kriegstechnik glaubwürdig blieb, beschloss der Bundesrat die Verteidigungslinie mit permanenten in der Tiefe gestaffelten Grenzbefestigungen zu verstärken. 1935 liessen die Bundesbehörden das Büro für Befestigungsbauten (BBB) wieder beleben und ab 1937 wurde vorerst bei der Grenzbefestigung (Festung Sargans usw.) wieder gebaut.
Die Grenzbrigade 1 war für Ausbildung und Einsatzvorbereitung dem 1. Armeekorps zugewiesen. Die Unterstellung während des Einsatzes wurde durch den jeweiligen Operationsplan bestimmt. In allen Verbänden der Grenztruppen wurden Milizsoldaten mit Wohnsitz im Einsatzraum eingeteilt, weil die Grenztruppen im Mobilmachungsfall als erste aufgeboten wurden und sofort einsatzbereit sein mussten, damit die Mobilmachung des Gros der Armee nicht gestört werden konnte.
Der Raum der Grenzbrigade (1938–1994) wurde begrenzt durch den Raum vom Col des Etroits (Sainte-Croix) ⊙ zum Col de la Givrine (Saint-Cergue) ⊙, entlang des Laufs der Promenthouse (Prangins) ⊙ und einem Korridor entlang des Genfersees bis nach La Tour-de-Peilz ⊙.
Die wichtigsten Achsen waren die Autobahn Genf-Lausanne-Yverdon mit der parallel laufenden Kantonsstrasse, die Autobahn Vallorbe-Orbe, die Jurafuss-Achse sowie die Querachsen von der französischen Grenze an den Genfersee.
Die Brigade hatte den Auftrag, die Hauptachsen ab Grenze zu sperren, den Abnützungskampf ab Grenze zu führen sowie den Genfersee und sein nördliches Ufer zwischen Genf und La Tour-de-Peilz zu überwachen. Sie hatte den Neutralitätsschutzdienst (NSD) sicherzustellen und die durch ihren Raum führenden Achsen zu sperren. Auf dem Genfersee wurde sie vom Motorbootdetachement 1 unterstützt.

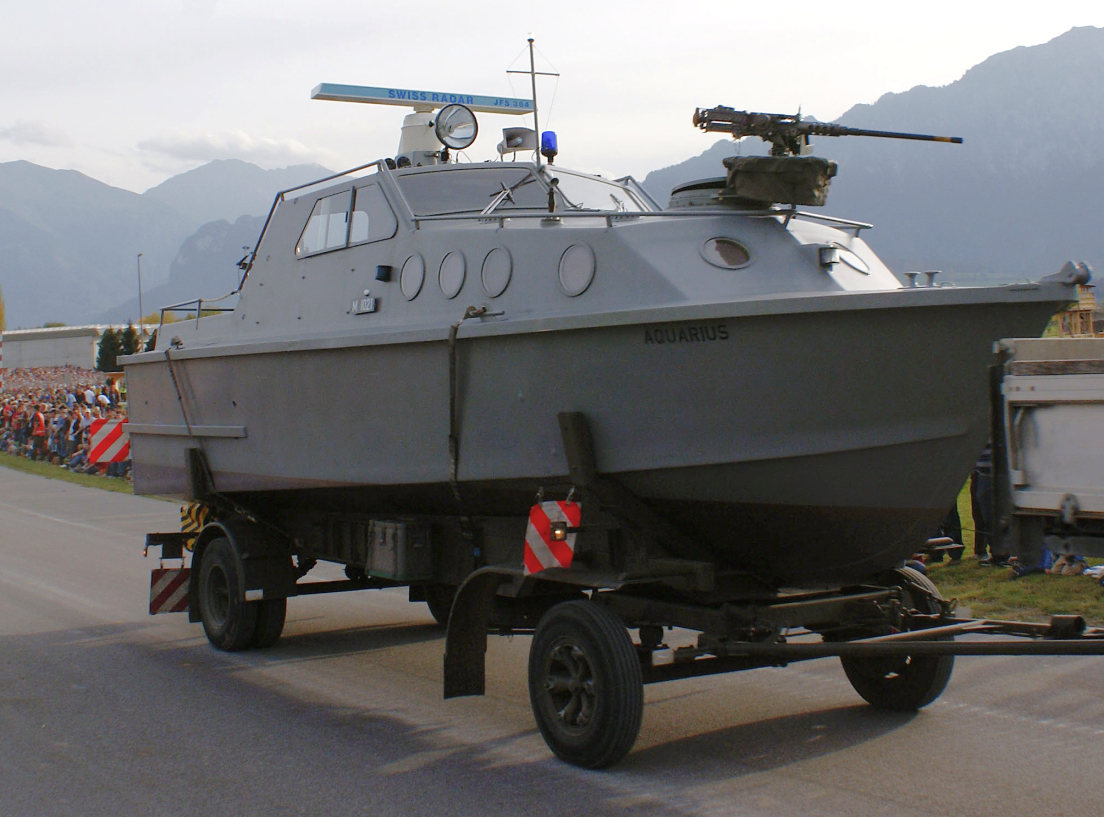
Patrouillenboot P-80

Zur Überwachung des Genfersees wurde ab 1935 das Détachement surveillance Lac Léman als spezielle Motorbooteinheit eingesetzt. Im Dezember 1942 wurde das Motorbootdetachement 1 (Det canots mot 1) ad hoc gebildet und der Territorialzone 1 (Ter Zo 1) des 1. Armeekorps unterstellt. In den Jahren 1943–1945 waren 30 Motorboote und über 100 Mann im Einsatz. Nach dem Aktivdienst (TO 46) wurden alle armeeeigenen Patrouillenboote in der Motorbootkompanie 1 zusammengezogen. Für den Genfersee wurden drei Züge zugewiesen (zwei in Morges, einer in Villeneuve). 1981/82 wurden für den Genfersee vier neu entwickelte P-80 Patrouillenboote ausgeliefert.

### Einheiten (Stand 1994)
Die Grenzbrigade 1 umfasste:
- Infanterieregimenter 41, 70, 71
- Füsilierbataillon 302
- Festungskompanie 101 (12 cm Festungsminenwerfer)
- Werkkompanien 1, 2, 3

### Kommandoposten, Artilleriewerke und Sperrstellen

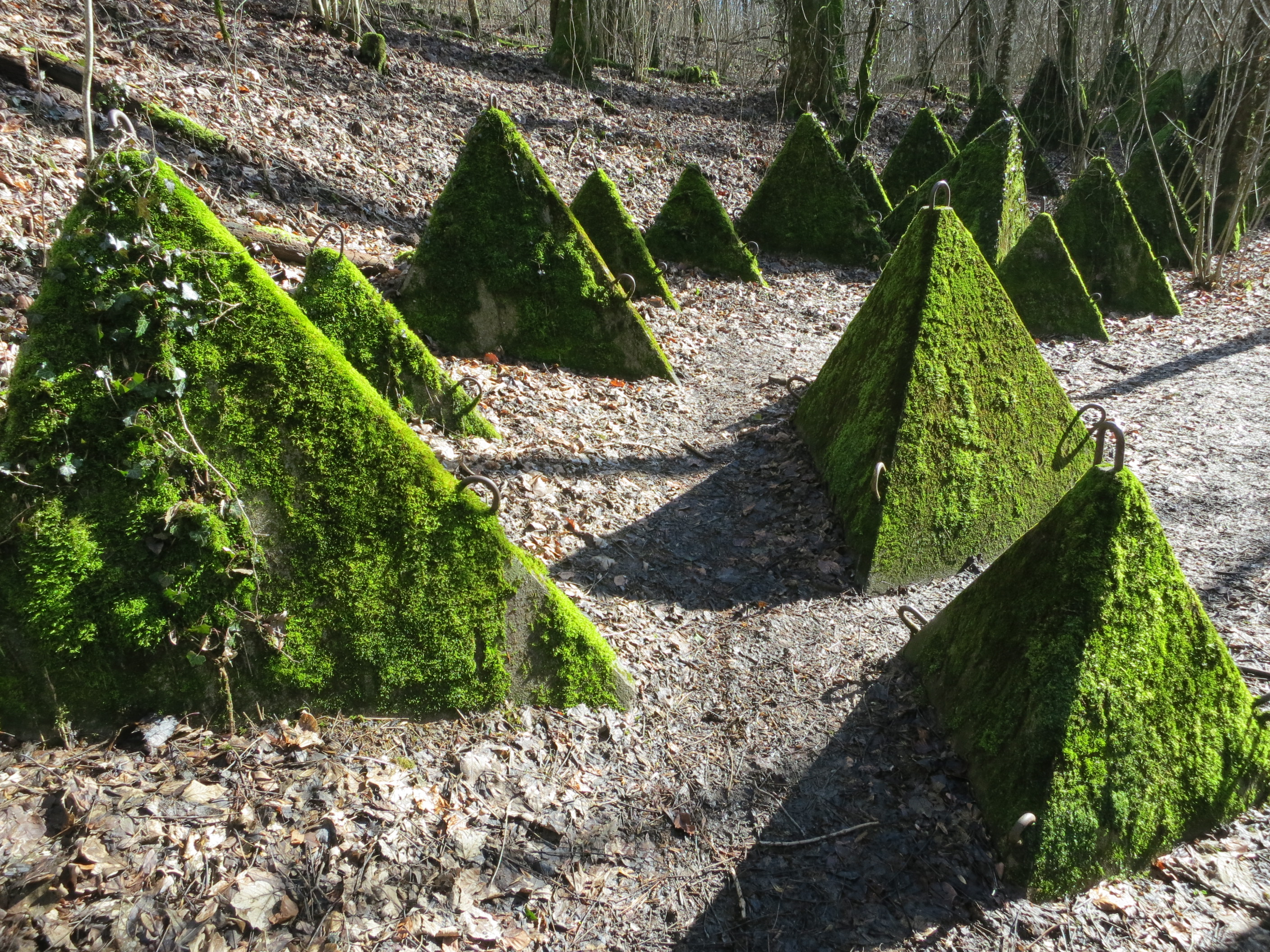
Tobleroneweg

Die Werke und Sperrstellen der Grenzbrigade 1 liegen im Kanton Waadt:
- Kommandoposten (KP): KP Grenzbrigade 1, KP Infanterieregiment 70, KP Grenzregiment 41
- Artilleriewerk:  Artilleriewerk Pré-Giroud A 577
- Sperrstellen (Sperrstellen von nationaler Bedeutung mit *[3]): Aubonne, Ballaigues, Bassins, Begnins*, Bière, Buchillons, Chateau St. Croix, Col de L'Aiguillon, Col des Etroits*, Col du Marchairuz, Col du Mollendruz, Dullive*, Gland*, Gittaz Dessus, Grange Neuve, L'Abbaye, La Combaz, La Cula, La Jougnene, La Languetine, La Lignerolle*, La Magnena, La Mathoulaz, La Pouette, La Poyette, La Sagne, La Vaux, Le Cunay, Le Châtelard, Le Day*, Le Brassus, Les Côtes, Les Envers, Les Naz, Les Praises, Les Praz, Les Rasses, Mauborget, Mont Tendre, Le Pont, Mont d’Or, Paquier aux Vaux, Petra Felix*[4], Perly, Promenthouse*, Saint-George, Sur le Tour, Thônex, Vaulion, Galerie Vaulion, Versoix.[5]

## Anlagen Waadtländer Jura

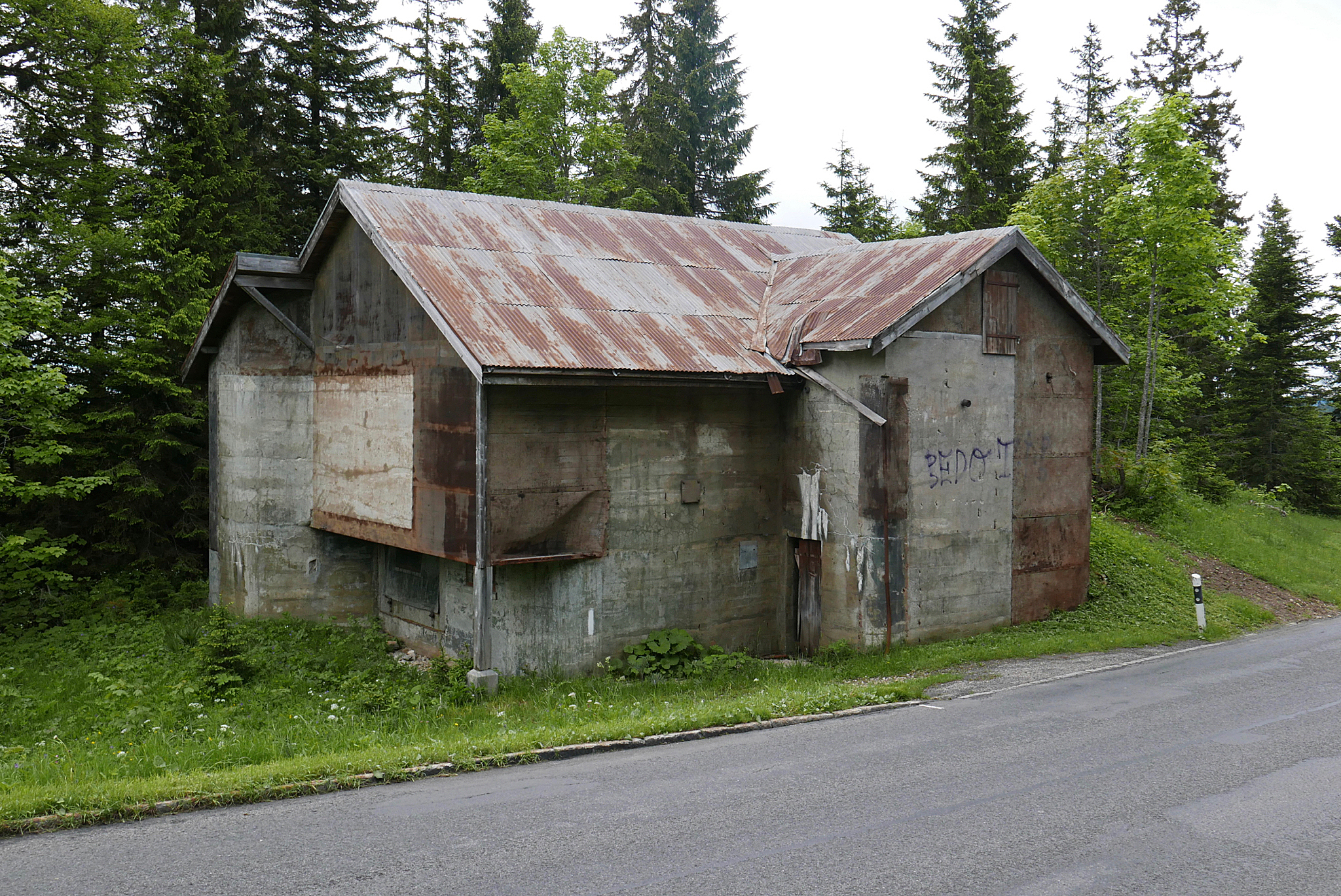
Infanteriebunker Marchairuz Nord A 626

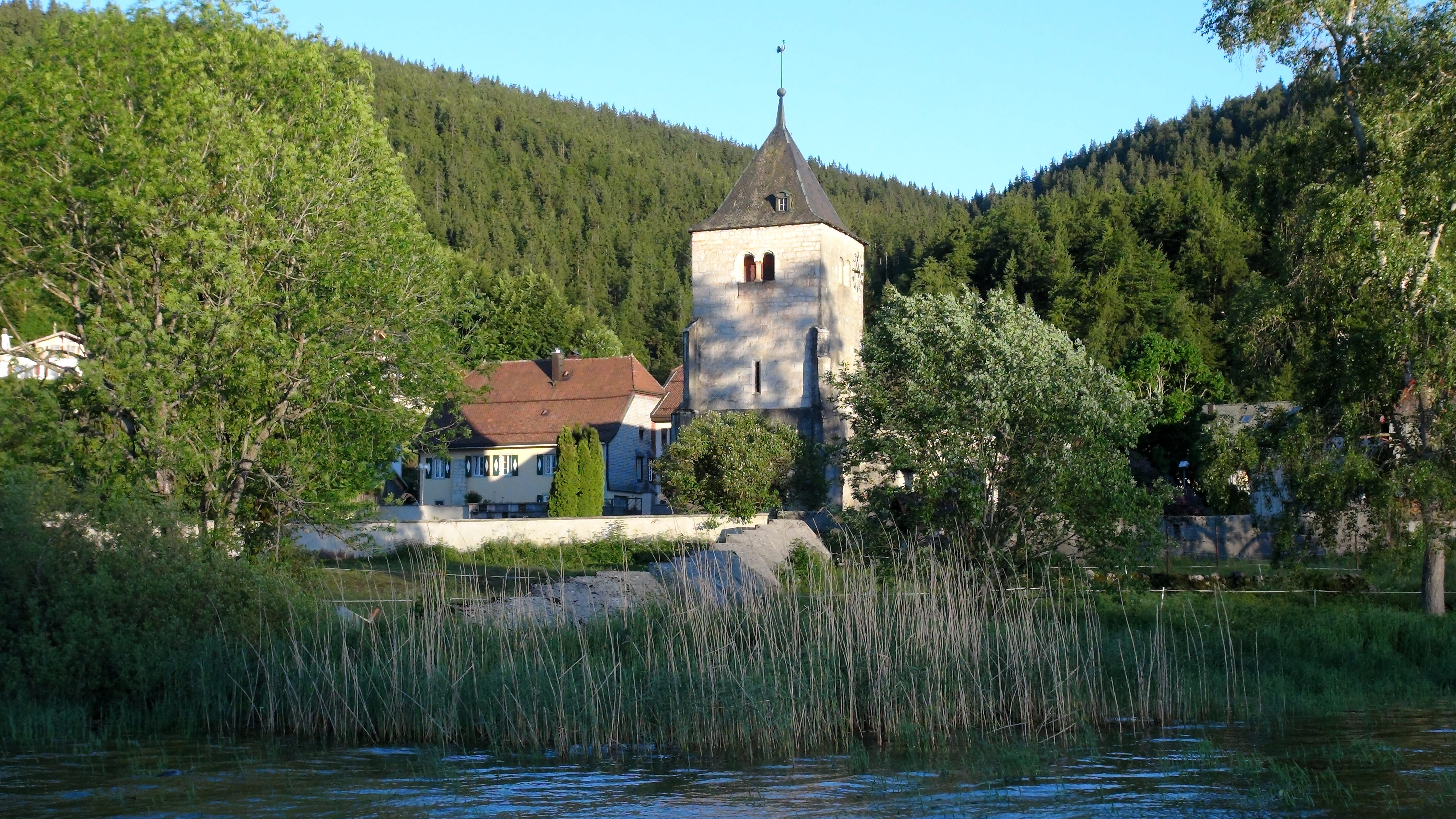
GPH Sperrstelle L'Abbaye

Der Waadtländer Jura wird von Frankreich (Pontarlier) her mit Passübergängen von meist überregionaler Bedeutung überquert, die alle befestigt wurden. Die Achse Pontarlier-Col des Etroits–Sainte-Croix-Chateau Sainte-Croix-Yverdon wurde mit einer lang gezogenen Bunkerlinie vor Sainte-Croix gesichert. Schwerpunkte sind die Sperren am Col des Etroits und bei Les Envers. 
Auf der Nebenachse Jougne-Col de l’Aiguillon–Baulmes–Yverdon bildeten La Sagne VD, La Poyette und Languetine die ersten Sperren nach der Grenze Richtung Lignerolle. Auf der Achse Pontarlier-Col de Jougne–Lignerolle–Yverdon-Lausanne war die 1938 gebaute Sperrstelle Lignerolle nach Ballaigue die zweite rückwärtige Sperre auf der Angriffsachse über die Strasse von Jounge. Die Achse Pontarlier-Col de Jougne–Vallorbe–Col du Mollendruz–Lausanne wurde bei Vallorbe durch die Sperre Le Day mit dem Artilleriewerk Pré-Giroud verteidigt. Die Sperre Petra Felix westlich des Mollendruz-Passes kontrollierte die von Le Pont und Vallorbe kommende Strasse an der Abzweigung nach Vaulion-Romainmôtier und L’Isle-Cossonay. 
Die Nebenachse Vallorbe–Le Brassus-Col du Marchairuz (Passstellung)-Saint-George–Aubonne wurde im Raum Le Brassus, Le Cunay und Saint-George gesperrt. Die Achse Pontarlier–Col de la Givrine–Saint-Cergue–Nyon wurde durch die Sperrstelle Promenthouse bei Gland gesichert.
Die Eisenbahnachse von Pontarlier durch den Mont d’Or-Tunnel nach Vallorbe und Lausanne konnte im Bahntunnel Mont d’Or mit einem Sprengobjekt unterbrochen werden. Bei Les Mouilles konnte ein Centi Bunker die Eisenbahnstrecke und die Autobahn A9 von Vallorbe unter Feuer nehmen. 

### Sperrstelle La Combaz
- Ik-Schild La Combaz N A 500, Sperre La Combaz (Romairon VD) 		⊙
- Ik-Schild La Combaz S A 501, Sperre La Combaz (Romairon VD) 		⊙
- Ik-Schild La Magnena E A 502, Sperre La Magnena (Mauborget/Villars VD) ⊙

### Sperrstelle Saint-Croix
- Infanteriebunker Château E A 507, Sperre Château St. Croix 		⊙
- Infanteriebunker Château W A 508, Sperre Château St. Croix 		⊙
- Unterstand Château Dorf (Kaverne) A 509, Sperre Château St. Croix 		⊙
- Infanteriebunker Les Praises N A 510, Sperre Les Praises (Ste-Croix VD) 		⊙
- Infanteriebunker Les Praises S A 511, Sperre Les Praises (Ste-Croix VD) 		⊙
- Infanteriebunker La Layette N A 512, Sperre Les Praises (Ste-Croix VD) 		⊙
- Infanteriebunker La Layette S A 513, Sperre Les Praises (Ste-Croix VD)  		⊙
- Infanteriebunker A 514, Sperre Paquier aux Vaux (Ste-Croix VD) 		⊙
- Infanteriebunker Paquier aux Vaux A 515, Sperre Paquier aux Vaux (Ste-Croix VD)  		⊙
- Infanteriebunker Paquier aux Vaux A 516, Sperre Paquier aux Vaux (Ste-Croix VD)  		⊙

### Sperrstelle Col des Etroits*
- Infanteriebunker Col Etroits E A 518, Sperre Col des Etroits (Ste-Croix VD)		⊙
- Infanteriebunker Col Etroits Centre A 519, Sperre Col des Etroits (Ste-Croix VD) 		⊙
- Infanteriebunker in GPH A 520, Sperre Col des Etroits (Ste-Croix VD)		⊙
- Infanteriebunker in GPH A 521 Sperre Col des Etroits (Ste-Croix VD) 		⊙
- Infanteriebunker Col Etroits W A 522 Sperre Col des Etroits (Ste-Croix VD) 		⊙

### Sperrstelle Les Envers
- Infanteriebunker Vers le Bois A 523, Sperre Les Envers (L’Auberson VD) 		⊙
- Infanteriebunker Les Envers E A 524, Sperre Les Envers (L’Auberson VD)		⊙
- Infanteriebunker Les Envers W A 525, Sperre Les Envers (L’Auberson VD)		⊙
- Infanteriebunker Suard des Envers A 526, Sperre Les Envers (L’Auberson VD) 		⊙
- Infanteriebunker Prisettes, Sperre Gittaz Dessus (St. Croix VD) 		⊙
- Infanteriebunker Mont Moussu, Sperre Gittaz Dessus (St. Croix VD) 		⊙
- Infanteriebunker Gittaz Dessus N, Sperre Gittaz Dessus (St. Croix VD) 		⊙
- Infanteriebunker Gittaz Dessus S, Sperre Gittaz Dessus (St. Croix VD) 		⊙

### Sperrstelle Baulmes
- Infanteriebunker Sur le Tour A 531, Sperre Sur le Tour (Baulmes VD)⊙
- GPH Sur le Tour, Sperre Sur le Tour (Baulmes VD)  ⊙
- Infanteriebunker Aiguillon, Sperre Col de L’Aiguillon (Baulmes VD) ⊙
- Infanteriewerk Galerie Aiguillon, Sperre Col de L’Aiguillon (Baulmes VD) ⊙
- GPH Aiguillon, Sperre Col de L’Aiguillon (Baulmes VD) ⊙
- Infanteriebunker Aiguilles de Baulmes (Baulmes VD) ⊙
- Ik-Schild Les Crébillons N, Sperre Les Naz (Baulmes VD) ⊙
- Ik-Schild Les Crébillons S, Sperre Les Naz (Baulmes VD) ⊙
- Infanteriebunker Les Praz, Sperre Les Praz (Baulmes VD) ⊙

### Sperrstelle La Jougnene
- Infanteriebunker La Jougnene N, Sperre La Jougnene (Baulmes VD) ⊙
- Infanteriebunker La Jougnene S, Sperre La Jougnene (Baulmes VD) ⊙
- GPH La Jougnene,  Sperre La Jougnene (Baulmes VD) ⊙
- Waffenstellung in GPH, Sperre La Jougnene (Baulmes VD)  ⊙
- Waffenstellung in GPH, Sperre La Jougnene (Baulmes VD)  ⊙
- Infanteriebunker Grange Neuve W, Sperre Grange Neuve (Baulmes VD) ⊙
- Infanteriebunker Grange Neuve E, Sperre Grange Neuve (Baulmes VD)⊙

### Sperrstelle La Sagne
- Infanteriebunker La Sagne Nord A 544, Sperre La Sagne (Baulmes VD) ⊙
- Infanteriebunker La Sagne Süd A 545, Sperre La Sagne (Baulmes VD) ⊙

### Sperrstelle La Poyette

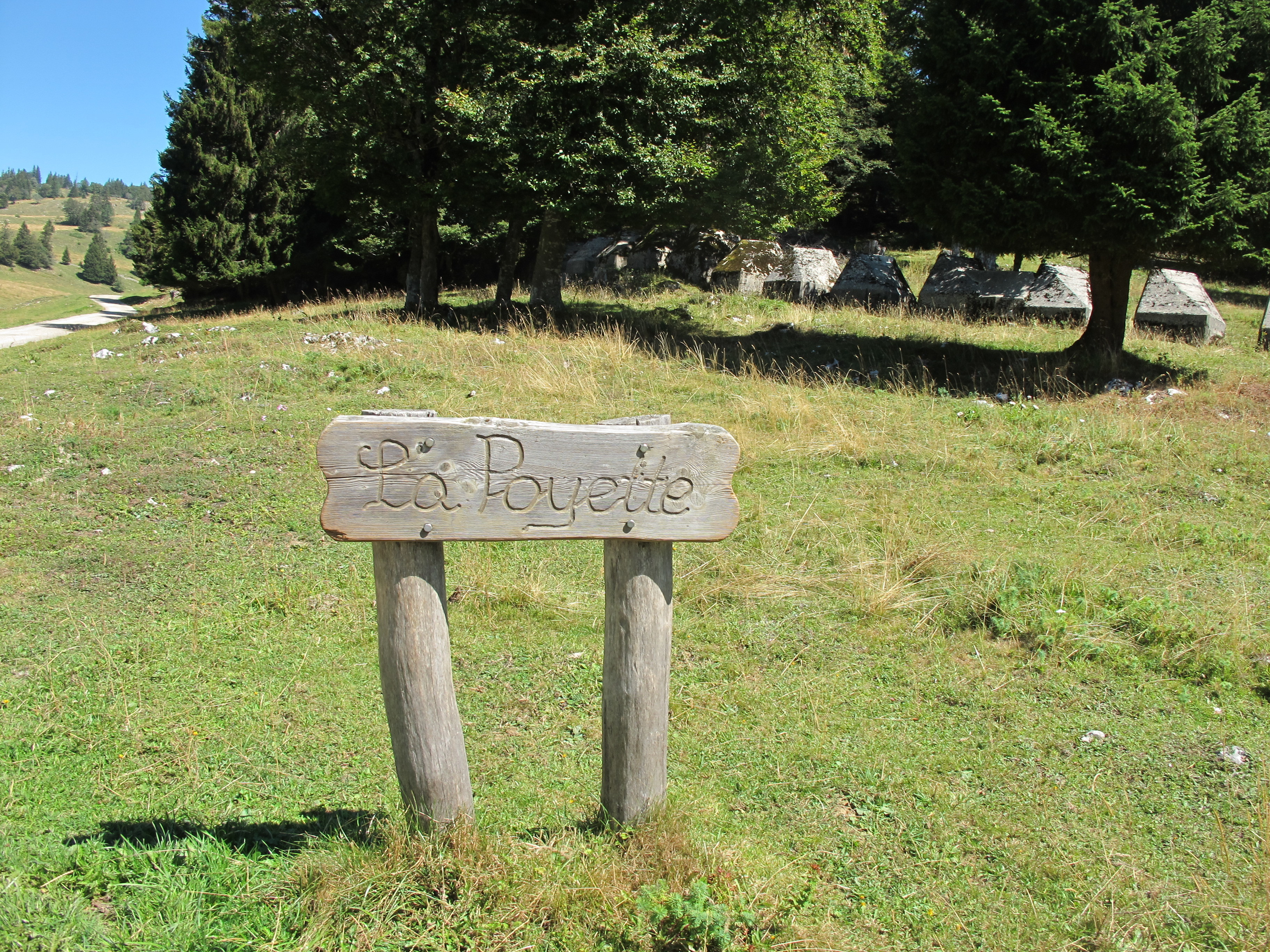
Panzersperre GPH La Poyette

- Infanteriebunker La Poyette Nord A 548, Sperre La Poyette (Lignerolle VD) ⊙
- Infanteriebunker La Poyette S A 549, Sperre La Poyette (Lignerolle VD) ⊙
- Waffenstellung in GPH La Poyette, Sperre La Poyette (Lignerolle VD)  ⊙
- Waffenstellung in GPH La Poyette, Sperre La Poyette (Lignerolle VD)  ⊙
- Waffenstellung in GPH La Poyette-La Languetine, Sperre La Poyette (Lignerolle VD)  ⊙
- 10,5-cm-Centi-Bunker Les Mouilles A 554, Sperre Les Mouilles 		⊙

### Sperrstelle La Lignerolle*
- Infanteriebunker La Languetine A 556, Sperre La Languetine VD ⊙
- Infanteriebunker La Rochasset A 558, Sperre La Languetine VD ⊙
- Infanteriebunker Les Millières A 560, Sperre La Lignerolle VD  ⊙
- Infanteriebunker La Lignerolle A 561, Sperre La Lignerolle VD
- Infanteriebunker Les Rogets A 562, Sperre La Lignerolle VD  ⊙
- Infanteriebunker A 56x, Sperre Les Côtes (Lignerolle VD)⊙
- Waffenstellung Centre Village, Sperre La Lignerolle VD ⊙
- Infanteriebunker La Vaux A 563, Sperre La Vaux (Les Clées VD) ⊙
- Infanteriebunker Les Communs A 567, Sperre Ballaigues ⊙
- Infanteriebunker Ballaigues centre A 568, Sperre Ballaigues ⊙
- Infanteriebunker Jolimont A 569, Sperre Ballaigues ⊙

### Sperrstelle Le Day*
- Artilleriewerk Pré-Giroud A 577, Sperre Le Day (Vallorbe VD)	⊙
- Infanteriebunker Pré-Giroud West A 578, Sperre Le Day (Vallorbe VD) ⊙
- Infanteriebunker Pré-Giroud Ost A 579, Sperre Le Day (Vallorbe VD) ⊙
- Infanteriebunker Pré-Giroud A 580, Sperre Le Day (Vallorbe VD) ⊙
- Infanteriebunker Grange Neuve A 581, Sperre Le Day (Vallorbe VD) ⊙

### Sperrstelle Petra Felix*
- Ik-Schild Petra Felix A 604, Sperre Petra Felix (Le Pont VD)		⊙
- Infanteriebunker Petra Felix N 		⊙
- Infanteriebunker Petra Felix N 		⊙
- Infanteriebunker Petra Felix S		⊙
- Infanteriebunker Petra Felix S		⊙
- Waffenstellung Petra Felix 		⊙
- Waffenstellung Petra Felix 		⊙
- Waffenstellung Petra Felix 		⊙
- Waffenstellung in GPH 		⊙
- Waffenstellung, Sperrstelle L’Abbaye VD 		⊙

### Sperrstelle Mollendruz
- Tankbüchsenstellung Mollendruz S, Sperre Col du Mollendruz VD		⊙
- Tankbüchsenstellung Mollendruz N, Sperre Col du Mollendruz VD		⊙
- Infanteriebunker, Sperre Le Brassus (VD) ⊙
- Infanteriebunker GPH Sperrstelle Le Cunay (Bière VD)		⊙

### Sperrstelle Marchairuz
- Infanteriebunker Marchairuz Nord  A 626 1 Mg, Sperre Col du Marchairuz VD  ⊙
- Infanteriebunker Marchairuz Süd A 627 1 Ik, 1 Mg,  Sperre Col du Marchairuz VD  ⊙

### Sperrstelle Saint-George
- Infanteriewerk «St. George West» A 641, Sperre Saint-George	⊙
- Infanteriebunker «St. George Ost» A 642, Sperre Saint-George ⊙
- Infanteriebunker La Cula A 654,  Sperre La Cula (Les Clés VD)  ⊙

## Anlagen Genfer See

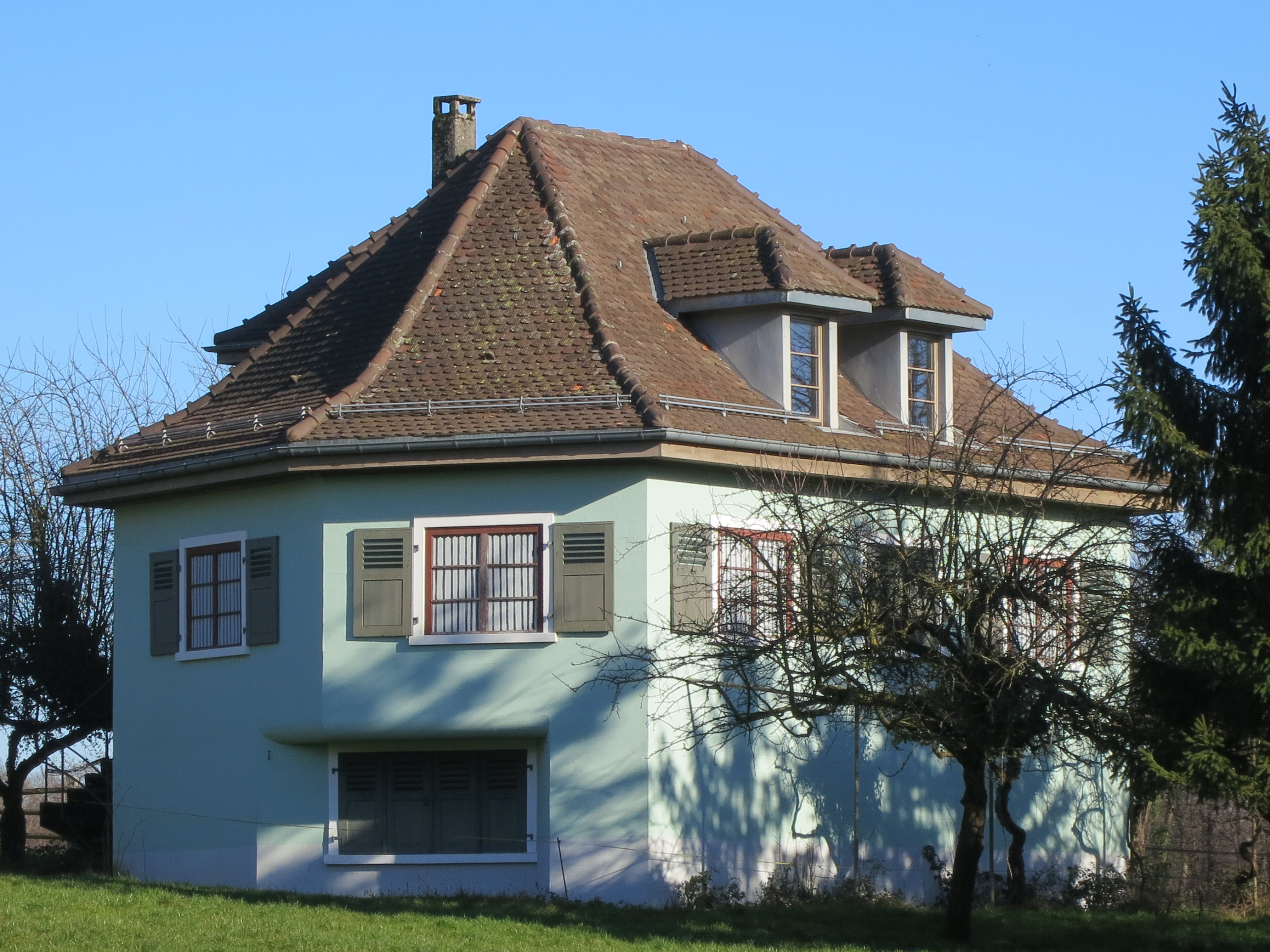
Infanteriebunker Villa Verte A 726

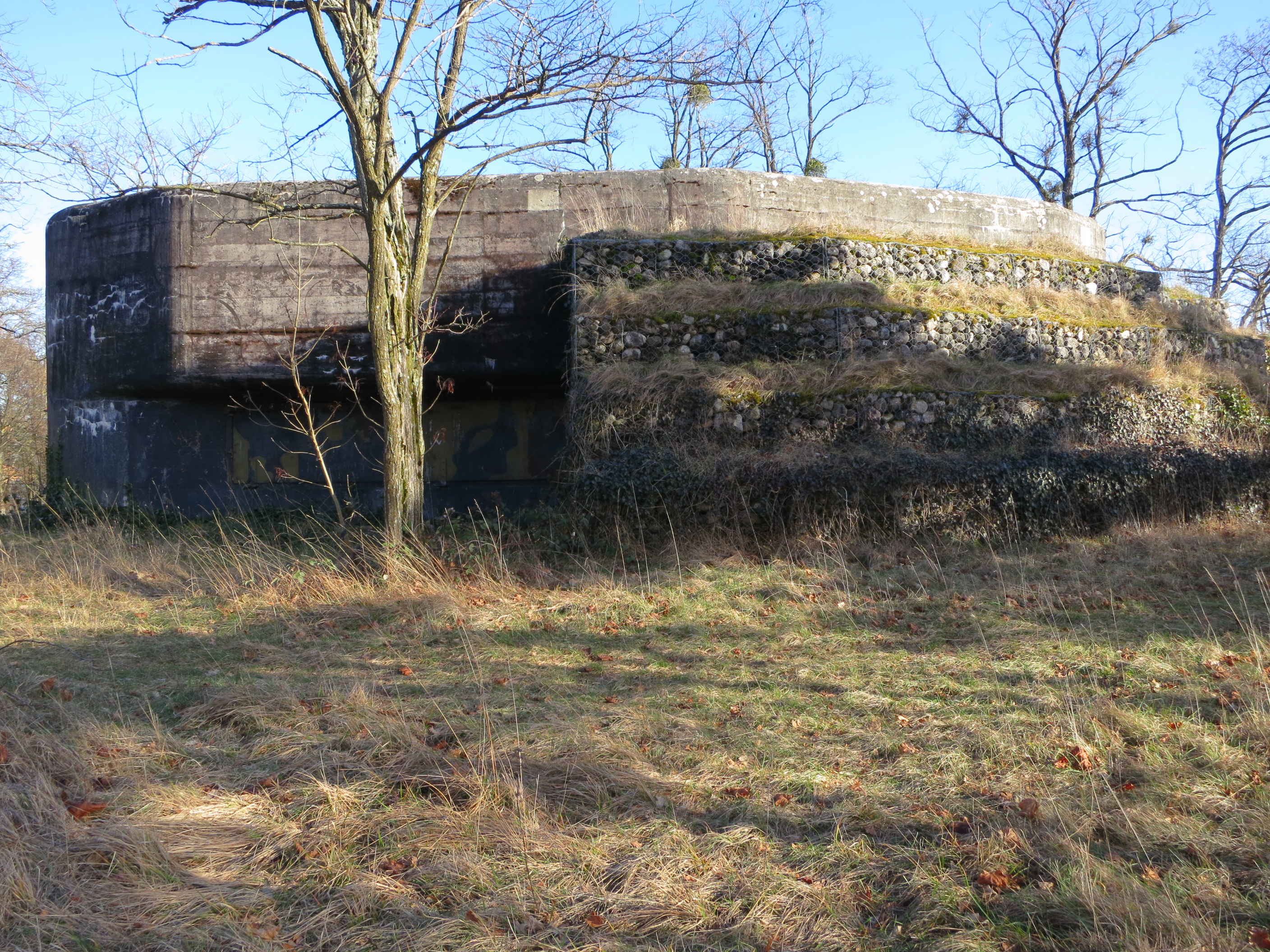
Infanteriebunker Bergerie Lac A 730, Sperre Promenthouse VD

Die Sperrstelle Versoix (Linien Bellevue-La Bâtie und Bach Versoix) wurde zum Schutz des Bahnhofs Versoix errichtet, um die Genfer Truppen auf die Bahn verladen zu können, weil die Stadt Genf im Krieg zur offenen Stadt erklärt worden wäre. Die erste Verteidigungslinie am Genfersee bildete die ab 1937 gebaute Sperrstelle Promenthouse, die zusammen mit der sekundären Linie von Dullive eine Doppelsperre bildete. Bei Aubonne wurde entlang des gleichnamigen Baches die zweite Verteidigungslinie am Genfersee gebaut.

### Sperrstelle Aubonne
- Infanteriebunker Toleure West  A 646, Sperre Aubonne VD 		⊙
- Infanteriebunker Toleure Ost  A 647, Sperre Aubonne 		⊙
- Infanteriebunker Esserts Vaux Sud A 649, Sperre Aubonne ⊙
- Infanteriebunker Volaille Nord A 650, Sperre Aubonne		⊙
- Infanteriebunker Volaille Süd A 651, Sperre Aubonne		⊙
- Infanteriebunker Aubonne Ville A 654, Sperre Aubonne		⊙
- Infanteriebunker La Chaumière A 655		⊙
- Infanteriebunker Moulin de la Vaux Ost A 656, Sperre Aubonne  		⊙
- Infanteriebunker Moulin de la Vaux West A 657, Sperre Aubonne 		⊙
- Infanteriebunker Praz Riondet A 658, Sperre Aubonne		⊙
- Infanteriebunker Bellevue Etoy A 659, Sperre Aubonne  		⊙
- Infanteriebunker Noyer Girod CFF A 660, Sperre Aubonne ⊙
- Infanteriebunker Noyer Girod Route A 661, Sperre Aubonne   		⊙
- Infanteriebunker Bois Chamblard Nord A 665, Sperre Aubonne 		⊙
- Infanteriebunker Bois Chamblard Süd A 666, Sperre Aubonne		⊙

### Sperrstelle Bassins
- Infanteriebunker Bassins Nord A 687, Sperre Bassins		⊙
- Infanteriebunker Bassins Sud A 688, Sperre Bassins 		⊙
- Infanteriebunker Moinsel A 689, Sperre Bassins 		⊙

### Sperrstelle Le Châtelard
- Infanteriebunker La Feuilleuse A 700, Sperre Le Châtelard VD		⊙
- Kanonenschild A 701, Sperre Le Châtelard VD 		⊙
- Infanteriebunker La Cézille A 703, Sperre Le Châtelard VD  		⊙
- Infanteriebunker Le Ravin A 704, Sperre Le Châtelard VD 		⊙
- Infanteriebunker Le Châtelard A 705, Sperre Le Châtelard VD		⊙

### Sperrstelle Begnins*
- Infanteriebunker En Persières A 706, Sperre Begnins 		⊙
- Kugelbunker En Persières A 707, Sperre Begnins 		⊙
- Infanterie-Brustwehr am Zusammenfluss Vorzairie/Lavasson		⊙

### Sperrstelle Dullive*
- Infanteriewerk Les Sâles Nord, Nant-Brücke, Sperre Dullive VD 		⊙
- GPH Dullive, Sperre Dullive VD ⊙

### Sperrstelle Vich Gland*
- Infanteriebunker Moulin du Creux A 710, Sperre Gland VD		⊙
- Infanteriebunker Vich Sud A 713, Sperre Gland VD 		⊙
- Infanteriebunker Gland Ouest A 714, Sperre Gland VD 		⊙
- Infanteriebunker Fontana A 715, Sperre Gland VD 		⊙
- Infanteriebunker Prangins A 716, Sperre Gland VD 		⊙
- Infanteriebunker Vertelin A 717, Sperre Gland VD 		⊙

### Sperrstelle Promenthouse*
- Infanteriebunker Villa Verte A 726, Sperre Promenthouse VD		⊙
- Infanteriebunker Villa Rose A 728, Sperre Promenthouse VD 		⊙
- Infanteriebunker Bergerie centre A 729, Sperre Promenthouse VD 		⊙
- Infanteriebunker Bergerie Lac A 730, Sperre Promenthouse VD 		⊙

### Sperrstelle Versoix GE
- Infanteriebunker Route de Letraz A 752, Sperre Versoix GE
- Infanteriebunker Machefer A 754, Sperre Versoix GE ⊙
- Infanteriebunker Rue des Moulins  A 756, Sperre Versoix GE ⊙
- Infanteriebunker Cinq Chemins Bellevue A 757, Sperre Versoix GE ⊙
- Infanteriebunker Rennex-Oeust Bellevue A 758, Sperre Versoix GE ⊙
- Infanteriebunker Rennex-Est Bellevue A 759, Sperre Versoix GE ⊙

## Museum Fort de Pré-Giroud und Tobleroneweg
Das Artilleriewerk Pré-Giroud wurde 1988 von der Stiftung Fort de Vallorbe (Pré-Giroud) gekauft und kann besichtigt werden.
Der Tobleroneweg ist ein 17 km langer Lehrpfad und Wanderweg, der entlang der Verteidigungslinie der Promenthouse bei Gland führt.